# Кетель, Шарль Огюст
Шарль Огюст Кетель (фр. Charles-Auguste Questel; 18 сентября 1807, Париж — 7 августа 1888, Париж) — французский архитектор периода историзма. Помимо новых сооружений Кетель занимался воссозданием исторических памятников, включённых в первый во Франции список национальных монументов 1840 года.

## Биография
Будущий архитектор родился в Париже. В 1823—1828 годах учился в парижской Школе изящных искусств, среди его учителей были, в частности, Антуан Мари Пейр, Гийом Абель Блюэ и Феликс Дюбан. В 1844 году выиграл вторую Римскую премию за проект дворца для Парижской академии. С 1848 по 1879 год Кетель был членом Комиссии по историческим памятникам, епархиальным архитектором Нима, Марселя, Аяччо.
В 1835 году Кетель выиграл конкурс на строительство кафедрального собора Святого Павла в Ниме, над которым работал последующие четырнадцать лет. Собор он спроектировал в духе эстетики периода историзма в неороманском стиле, характерном для средневековой архитектуры Франции. В том же городе спроектировал эспланаду. Работал над планами реставрации античного амфитеатра в Арле и других памятников античной архитектуры Южной Франции, а также церкви Сен-Мартен-д’Эне в Лионе. Эти проекты были с успехом представлены на Всемирной выставке 1855 года в Париже.
В 1849 году Кетель получил назначение на должность главного архитектора гражданских зданий Версаля. В 1862 году стал генеральным инспектором по строительству. В 1863 году удостоен звания кавалера ордена Почётного легиона. В 1871 году стал членом Академии изящных искусств.
В дальнейшем построил госпиталь в Жизоре (1859—1861), здания префектуры и библиотеки в Гренобле. Преподавал в Школе изящных искусств, руководил собственной мастерской. Среди учеников Кетеля были, в частности, Альфред Шапон, Эмиль Ланге, Анри-Жак Эсперандье, Альфонс Госсе, Анри Шен, Анри Поль Нено, Пьер-Александр Ришар, Эрнест Сансон, Джеймс Фрере, Эжен Трейн и швейцарский архитектор Альфред Фридрих Блунчли.
Дочь Кетеля вышла замуж за архитектора Оноре Доме.

## Галерея

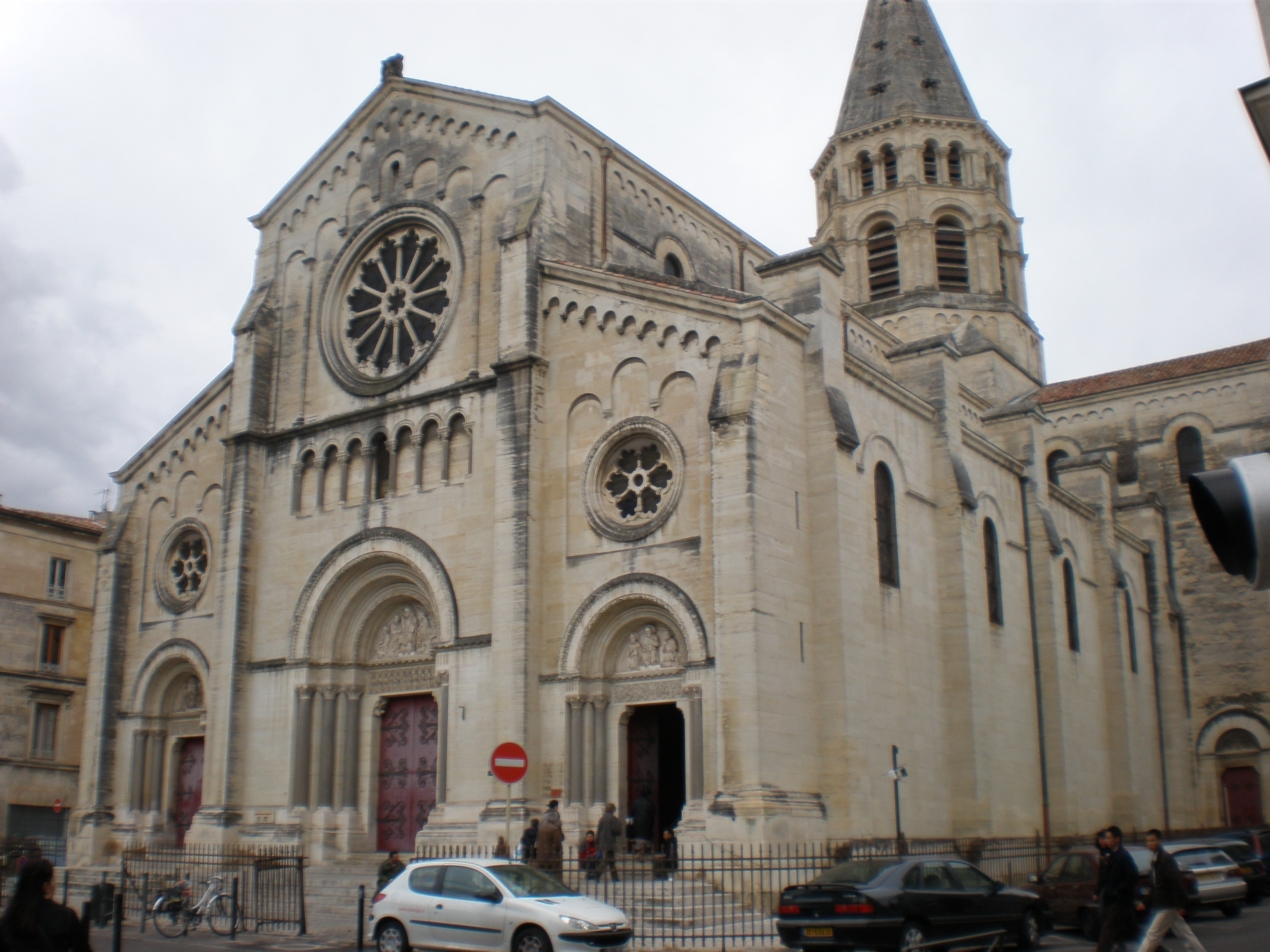
Кафедральный собор Святого Павла в Ниме. 1835—1849
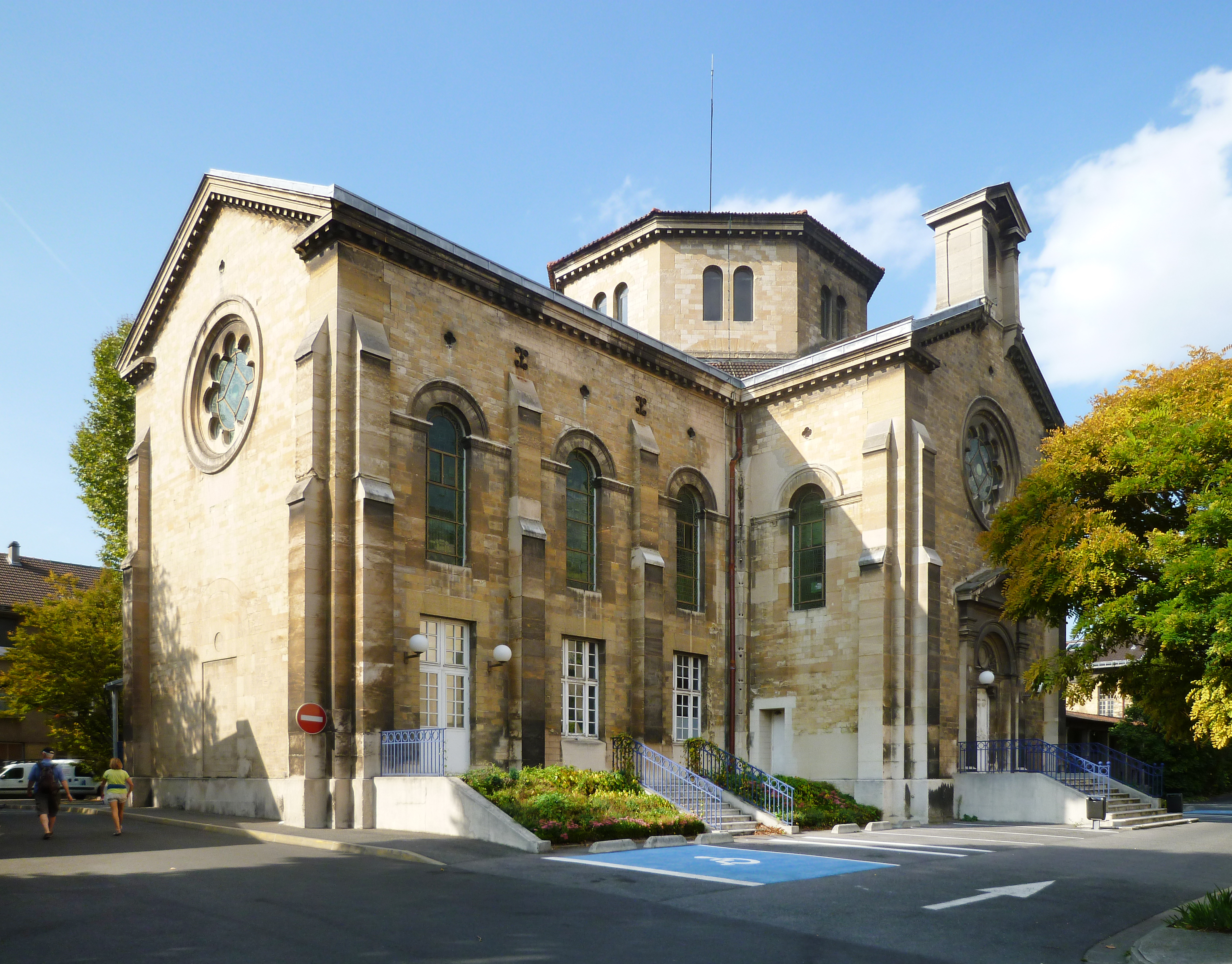
Капелла Госпиталя Святой Анны в Париже. 1869
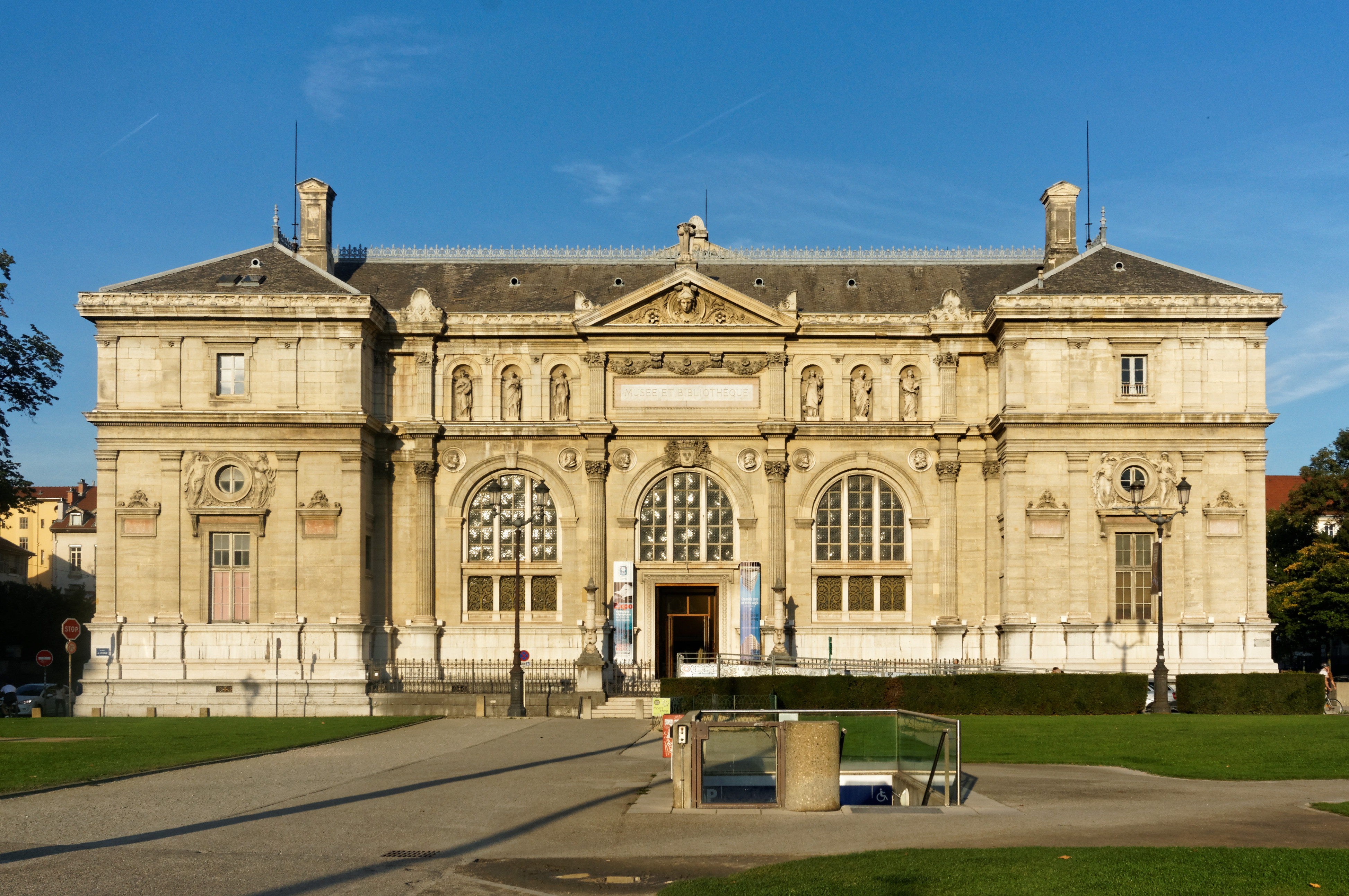
Здание музея и библиотеки в Гренобле. 1872
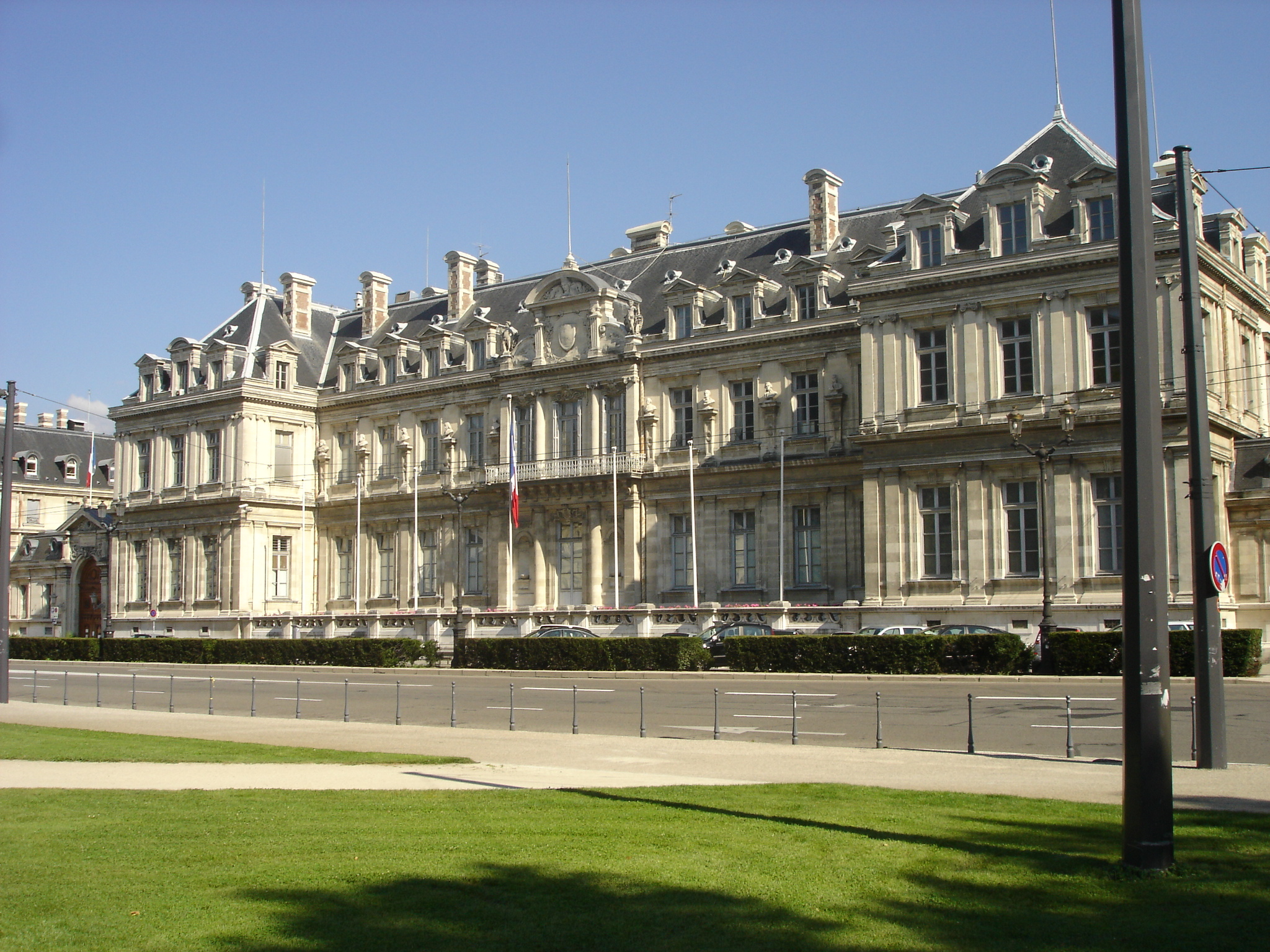
Здание префектуры в Гренобле. 1861—1866
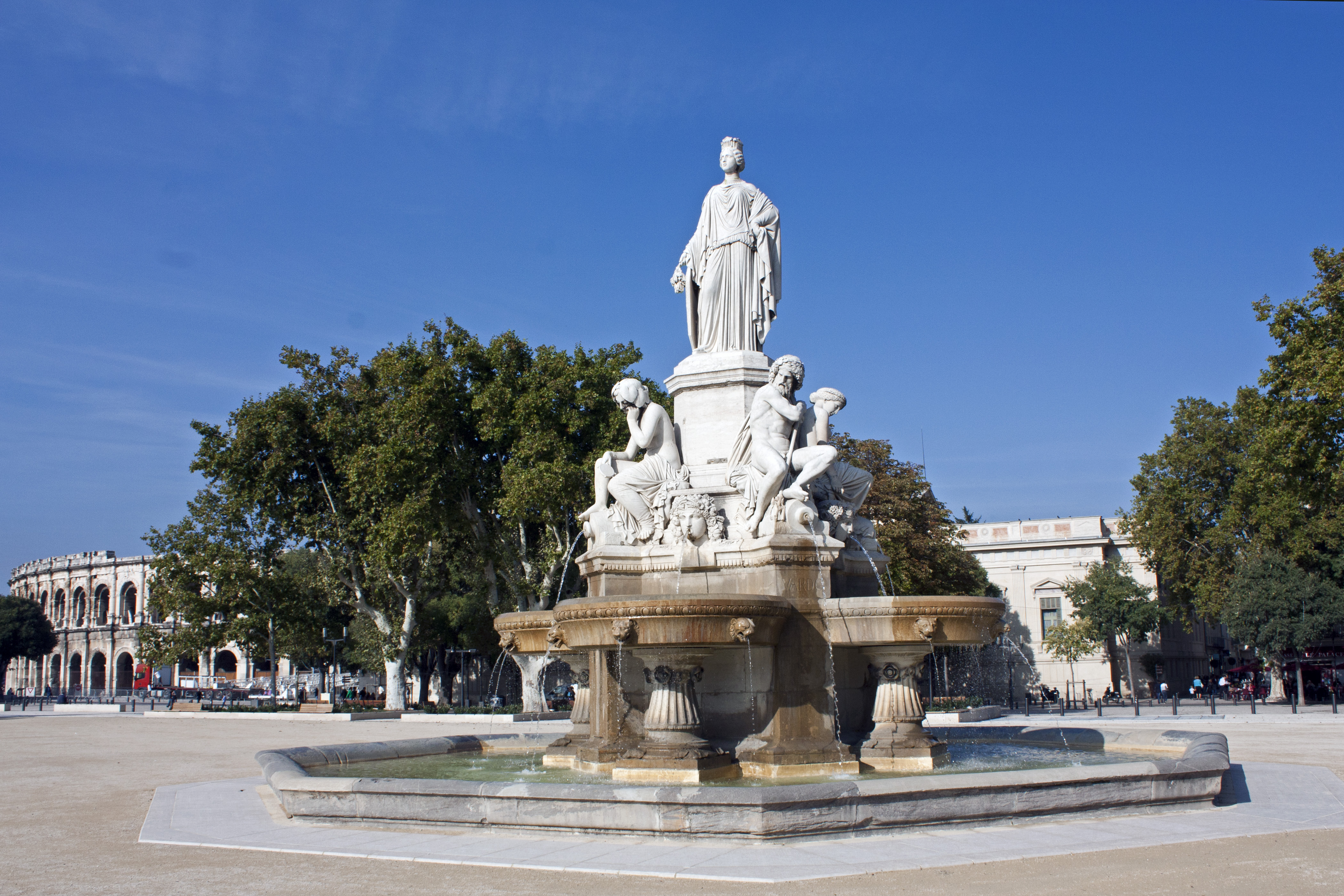
Фонтан Прадье. 1851. Ним